# Wolf Vostell
Wolf Vostell (ur. 14 października 1932 w Leverkusen, zm. 3 kwietnia 1998 w Berlinie) – niemiecki malarz, rzeźbiarz, tworzył także muzykę oraz zajmował się happeningiem – głównie w drugiej połowie XX stulecia. Jest uznany za jednego z pionierów video artu, rzeźby „environment”, happeningu oraz ruchu Fluxus. Charakterystyczną dla jego prac techniką było zamazywanie, decollage, a także zakorzenianie obiektów w bryłach betonu.

## Młodość
Wolf Vostell zaczął wcielać w życie swoje artystyczne pomysły mniej więcej od 1950 roku. W 1953 rozpoczął naukę na Wydziale Grafiki Akademii Sztuk Użytkowych w Wuppertalu. W roku 1954 stworzył swój pierwszy dé-coll/age. W latach 1955/56 studiował na École Nationale Superieur des Beaux Arts w Paryżu, następnie w 1957 kontynuował naukę na Akademii Sztuk Pięknych w Düsseldorfie.

## Działalność artystyczna

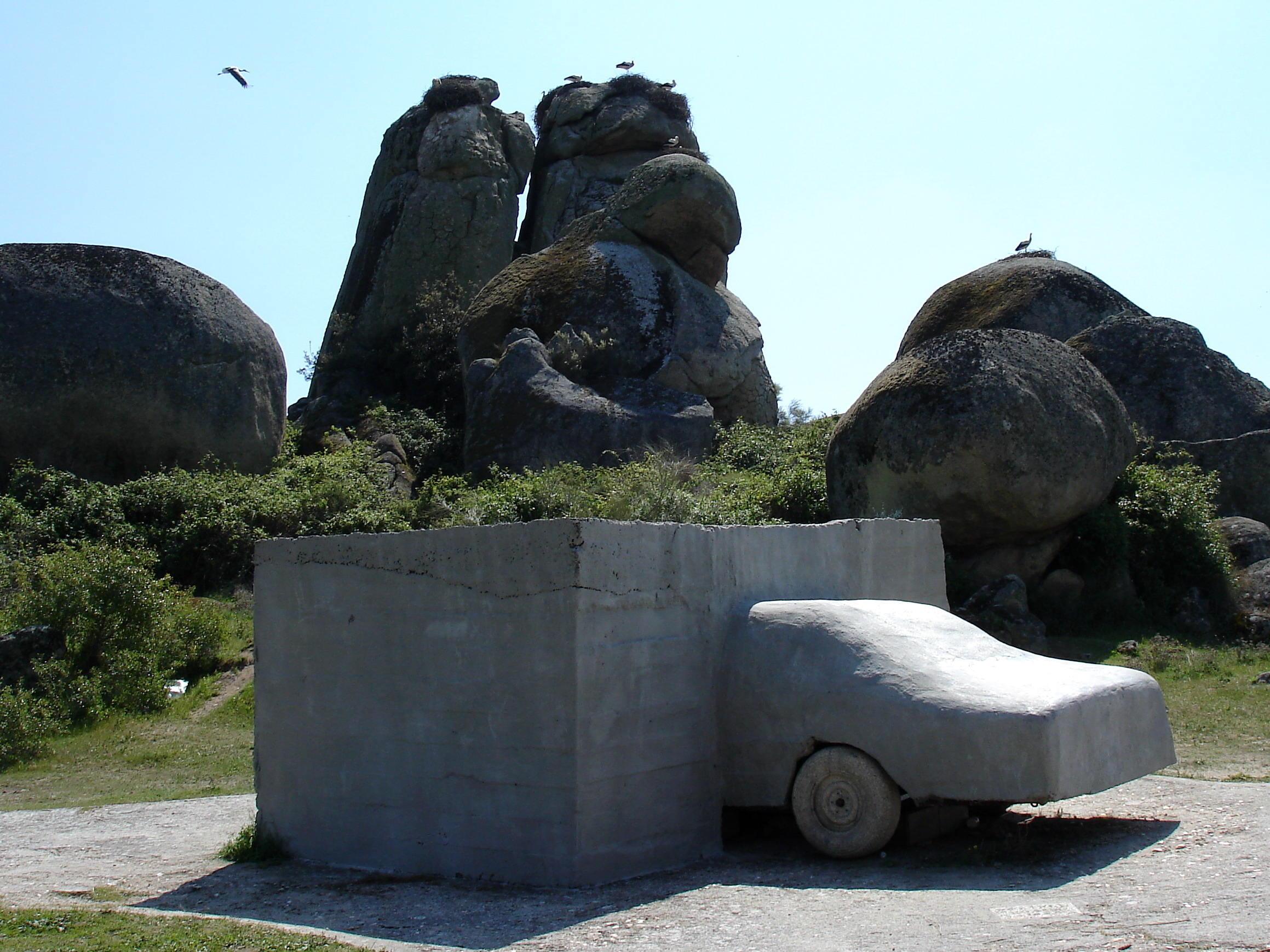
VOAEX, 1976, Muzeum Vostell Malpartida

Wolf Vostell zbudował swoją filozofię wokół idei, że zniszczenie jest wszędzie wokół nas i przebiega przez wszystkie stulecia. Użył terminu dé-coll/age (oznaczającego kraksę lotniczą), by odnieść się do procesu rozdzierania plakatów oraz używania ruchomych fragmentów rzeczywistości. Jego pierwszy happening „Theater is in the Street” – „Ulica jest Teatrem” miał miejsce w Paryżu w 1958. W tym samym roku Vostell wziął udział w pierwszym europejskim happeningu oraz skonstruował swój pierwszy obiekt z użyciem odbiorników telewizyjnych oraz części samochodowych. Był poruszony dziełem Karlheinza Stockhausena, którego następnie spotkał w 1964 roku w niemieckim studiu radiowym WDR. W roku 1959 tworzył swoje elektroniczne TV dé-coll/age. Ustanowiło to początek jego pełnego oddania ruchowi Fluxus, którego był współzałożycielem w 1960 roku.
Mniej więcej w tym samym czasie założył Archiwum „Vostell Archive”. Konsekwentnie, z wielką gorliwością oraz surowością, zgromadził fotografie, teksty oraz prywatne korespondencje prowadzone ze swoimi przyjaciółmi takimi jak Nam June Paik, Joseph Beuys, Dick Higgins oraz innymi artystami, kolekcjonował wycinki z prasy, zaproszenia na wystawy, książki oraz katalogi dokumentujące jego prace i jemu współczesnych. W początkach lat sześćdziesiątych był jednym z aktywistów zaangażowanych w happeningi oraz działania video ruchu Fluxus. 
W latach sześćdziesiątych i siedemdziesiątych wciąż powiększające się zbiory archiwum Wostala stały się cennym i bogatym źródłem informacji dla publicystów oraz kuratorów z całego świata. Kolekcjonerska pasja Vostella nie zmalała tak w latach osiemdziesiątych jak i dziewięćdziesiątych, do tego czasu jego prywatna biblioteka liczyła ponad 6000 książek i stanowiła część Archiwum. Istotną część rozległego dzieła Vostella stanowi dokumentacja fotograficzna. Liczący ponad 25 000 dokumentów, gromadzony przez cztery dekady, zbiór archiwalny Vostella stał się prawdziwym skarbem dla historyków sztuki. Od 2006 roku archiwum to zostało umieszczone w Museo Vostell Malpartida w Hiszpanii, jest ono dostępne dla historyków sztuki oraz publicystów.
Volf Wostell zrealizował wiele happeningów na całym świecie: w Nowym Jorku, Berlinie, Kolonii, Wuppertal, Ulm oraz wielu innych. W 1962 roku współorganizował z George'em Maciunasem oraz Nam June Paikiem pierwszy festiwal Fluxusu „Festum Fluxorum”, który odbył się w Wiesbaden. W roku 1963 po wystawie 6 TV Dé-coll/age w Smolin Gallery w Nowym Yorku Vostell został uznany za pioniera video artu, obecnie instalacja ta znajduje się w kolekcji Museo Reina Sofía w Madrycie. W 1967 artysta zainteresował się tematem wojny wietnamskiej, powstał wtedy Happening Miss Wietnam. Rok później wraz z Mauriciem Kagelem oraz innymi artystami założył grupę „Labor e.V”, której zadaniem było badanie dźwiękowych i wizualnych wydarzeń artystycznych.
Wolf Vostell był pierwszym artystą w historii sztuki, który włączył odbiornik telewizyjny do dzieła sztuki. Praca ta pod tytułem „Zyklus Schwarzes Zimmer” została stworzona w 1958 i obecnie znajduje się w kolekcji berlińskiego muzeum Berlinische Galerie. Inne jego wczesne prace, w których wykorzystywał telewizory, to Transmigracion 1-3 z 1958 roku oraz Elektronischer De-coll/age Happeningraum Room z 1968 roku.
W 1974 roku miała miejsce jego pierwsza wielka retrospektywna wystawa w Musée d'Art Moderne de la Ville w Paryżu. Rok później ta sama, lecz jeszcze poszerzona wystawa została otwarta w Neue Nationalgalerie.
W 1992 roku miasto Kolonia uhonorowało artystę generalną wystawą retrospektywną. Jego prace zostały jednocześnie umieszczone w 6 obiektach wystawienniczych: Stadtmuseum Köln, Kunsthalle Köln, Rheinisches Landesmuseum Bonn, Kunsthalle Mannheim, Schloss Morsbroich Leverkusen oraz Städtisches Museum Mülheim/Ruhr. Został także nakręcony dokument „VOSTELL 60-REVIEW 92”, w tworzeniu którego pomagał David Vostell.
Rzeźby Vostella zrobione z części samochodów oraz cementu można oglądać w Cologne Ruhender Verkehr, 2 Beton Cadillacs – w Berlinie, a także w VOAEX (Viaje de Hormigón por la Alta Extremadura) w Muzeum Wolfa Vostella Malpartida w miasteczku Malpartida w Hiszpanii.
Vostell zasłynął również ze swoich rysunków oraz obiektów, takich jak obraz amerykańskiego bombowca B-52 opublikowany pod nazwą „Kapitalistyczny realizm”. Wolfa Vostella, podobnie jak Nam June Paika, charakteryzowało duże zainteresowanie tak kulturą masową jak i telewizją, zarazem obydwaj artyści są wielkimi postaciami ruchu Fluxus.

## Wybrane dzieła
- „Korea“[1], 1953, Öl auf Papier
- „Zyklus Schwarzes Zimmer“, 1958, 3 Teiliges Environment mit TV, Berlinische Galerie, Berlin
- „Transmigracion“ 1-3, 1958, Assemblage mit TV
- „Ihr Kandidat“, 1961, Dé-coll/age, Haus der Geschichte der Bundesrepublik Deutschland
- „Wochenspiegel Beatles“, 1961, Dé-coll/age, Saarlandmuseum
- „Marilyn Monroe“[2], 1962, Dé-coll/age und Verwischung
- „Kleenex“, 1962, Serie von Verwischungen
- „6 TV De-coll/age“, 1963, Environment mit TV Museo Reina Sofía, Madrid
- „You“, 1964, Environment mit TV
- „Goethe Heute“, 1967, Verwischung, Sprengel Museum Hannover
- „Hommage an Henry Ford und Jaqueline Kennedy“, 1967, Ludwig Museum
- „Elektronischer De-coll/age Happening Raum“[3],1968, Environment mit TV Neue Nationalgalerie, Berlin
- „Hours of fun“, 1968, De-coll/age und Verwischung, Berlinische Galerie, Berlin
- „Miss Amerika“[4] 1968, Verwischung Museum Ludwig, Köln
- „Jetzt sind die Deutschen wieder Nr. 1 in Europa“, 1968, Germanisches Nationalmuseum
- „Ruhender Verkehr“, 1969, Auto-Beton-Skulptur, Köln
- „Radio Alarm“, 1969
- „Coca-Cola“, 1969, Dé-coll/age, Museum Ludwig, Köln
- „Heuschrecken“, 1970, Verwischung mit Videokamera und Monitoren, mumok
- „Auto-Fieber“, 1973, Environment, Museo Vostell Malpartida
- „VOAEX“ 1976, Auto-Beton-Skulptur, Malpartida de Caceres
- „Die Winde“[5], 1981, Skulptur mit TV
- „Die Steine“, 1981, Triptychon Assemblage
- „Taxistand“, 1983, Triptychon Leinwand
- „Mythos-Berlin“, 1987, Assemblage Leinwand mit TV, Museo Vostell Malpartida
- „2 Betoncadillacs in Form der nackten Maja“, 1987, Skulptur Rathenauplatz (Berlin)
- „La Tortuga“, 1988, Marl
- „Schule von Athen“, 1988, Leinwand, Rheinisches Landesmuseum Bonn|LVR-LandesMuseum Bonn
- „Tauromaquia mit BMW-Teil“, 1988, Leinwand
- „Der Fall der Berliner Mauer“, 1989, Leinwand
- „9.November 1989“ 1989, Triptychon, Leinwand mit 3 TV-Geräten, Acrylfarbe,
- „Triptychon Berlin“, 1990, Assemblage mit TV
- „Le Choc“, 1990, Assemblage mit TV
- „Auto-TV-Hochzeit“[6], 1991, Skulptur mit TV, Zentrum für Kunst und Medientechnologie
- „Kafkas Boot“, 1991
- „Die Weinende“/Hommage an Anne Frank, 1992, Leinwand, Acrylfarbe, flüssiges Blei
- „Arc de Triomphe N°1“, 1993, Assemblage
- „A-Z“, 1995, Assemblage, Museo Extremeño e Iberoamericano de Arte Contemporáneo
- „Jesus-TV“ 1996, Leinwand mit TV
- „Shoah“, 1997, Triptychon Leinwand
- „Ritz“, 1992/98, Assemblage mit TV

## Wystawy
- 1966 Bilder, Verwischungen, Happening-Notationen 1961-1966, Kölnischer Kunstverein, Köln.
- 1970 happening & fluxus, Kölnischer Kunstverein, Köln.
- 1974 Retrospektive, Neue Nationalgalerie, Berlin.
- 1974 Retrospektive, Musée d’Art Moderne de la Ville de Paris.
- 1977 documenta 6, Kassel.
- 1978 Bilder 1959–1974, Museo de Arte Contemporaneo, Madrid.
- 1980 Bilder 1959–1979, Kunstverein Braunschweig.
- 1980 Fluxus-Zug Nordrhein-Westfalen.
- 1982 Die gesamte Druckgrafik, Bibliothèque nationale de France, Paris.
- 1992 Retrospektive, Rheinisches Landesmuseum Bonn, Josef-Haubrich-Kunsthalle, Köln, Kölnisches Stadtmuseum, Museum Morsbroich Leverkusen, Städtische Kunsthalle Mannheim.
- 2006 Die gesamte Druckgrafik, Kunsthalle Bremen.
- 2007 Meine Kunst ist der ewige Widerstand gegen den Tod, Rheinisches Landesmuseum Bonn.
- 2008 Wolf Vostell. Mon art est la résistance éternelle á la mort, Carré d´Art-Musée d´Art Contemporain de Nimes.
- 2010 Das Theater ist auf der Strasse, Die Happenings von Wolf Vostell, Museum Morsbroich, Leverkusen.